# Republikanska futbołna diwizija (1948/1949)
Republikanska futbołna diwizija (1948/1949) było 25. edycją najwyższej piłkarskiej klasy rozgrywkowej w Bułgarii. W rozgrywkach brało udział 10 zespołów. Tytułu nie obroniła drużyna CDNW Sofia. Nowym mistrzem Bułgarii został zespół Lewski Sofia.

## Tabela końcowa
|    | Klub            | M  | Z  | R | P  | Br+ | Br- | Pkt | Uwagi               |
| 1  | Lewski Sofia    | 18 | 15 | 3 | 0  | 44  | 8   | 33  | Mistrz              |
| 2  | CDNW Sofia      | 18 | 10 | 4 | 4  | 28  | 15  | 24  |                     |
| 3  | Łokomotiw Sofia | 18 | 8  | 5 | 5  | 25  | 17  | 21  |                     |
| 4  | Sławia Sofia    | 18 | 9  | 3 | 6  | 29  | 20  | 21  |                     |
| 5  | Spartak Sofia   | 18 | 8  | 5 | 5  | 23  | 18  | 21  |                     |
| 6  | Botew Warna     | 18 | 9  | 3 | 6  | 30  | 25  | 21  |                     |
| 7  | Sławia Płowdiw  | 18 | 4  | 8 | 6  | 16  | 21  | 16  | Baraże o utrzymanie |
| 8  | Marek Dupnica   | 18 | 2  | 4 | 12 | 16  | 42  | 8   | Baraże o utrzymanie |
| 9  | Benkowski Widin | 18 | 2  | 4 | 12 | 13  | 35  | 8   | Baraże o utrzymanie |
| 10 | Botew Burgas    | 18 | 2  | 3 | 13 | 15  | 38  | 7   | Spadek              |

## Baraże o awans/utrzymanie
- Rosstroj Pawlikeni – Sławia Płowdiw 2 – 2, 2 – 4
- Septemwri Sofia – Marek Dupnica 2 – 0, 0 – 2, 0 – 1
- Benkowski Widin – Botew Pri DNW Płowdiw 1 – 3, 0 – 0

Zespoły Sławia Płowdiw i Marek Dupnica utrzymały się w I lidze, natomiast drużyna Botew Pri DNW Płowdiw do niej awansowała.
Zespół Benkowski Widin spadł z I ligi, natomiast drużyny Rosstroj Pawlikeni i Septemwri Sofia pozostały w II lidze.